# Кестенявогърда нигрита
Кестенявогърда нигрита (Nigrita bicolor) е вид птица от семейство Estrildidae.

## Разпространение
Видът е разпространен в Ангола, Габон, Гамбия, Гана, Гвинея, Гвинея-Бисау, Екваториална Гвинея, Камерун, Република Конго, Демократична република Конго, Кот д'Ивоар, Либерия, Мали, Нигерия, Сао Томе и Принсипи, Сенегал, Сиера Леоне, Того, Уганда и Централноафриканската република.